# SS Florida

SS Florida byla zaoceánský parník provozovaný v letech 1905–1912 italskou společností Lloyd Italiano. Operoval mezi Itálií a Severní i Jižní Amerikou. V roce 1909 se u amerického pobřeží srazil se zaoceánskou lodí Republic od White Star Line, která se potopila. Na obou plavidlech zemřelo šest osob. Od roku 1912 plavidlo provozovala společnost Ligure Brasiliana, která jej přejmenovala na Cavour. Roku 1915 společnost změnila jméno na Transatlantica Italiana. Dne 12. prosince 1917 se Cavour potopil u španělského pobřeží Středozemního moře po srážce s italským pomocným křižníkem Caprera.

## Stavba
Plavidlo Florida pro společnost Lloyd Italiano postavila italská loděnice Società Esercizio Bacini v Riva Trigoso poblíž Janova. Na vodu bylo spuštěno 22. června 1905 a na panenskou plavbu vyplula 18. září 1905.

## Konstrukce
Loď měla délku 116,1 metrů a šířku 14,3 metrů. Měla tonáž 5018 BRT. Měla dvojici parních strojů s trojnásobnou expanzí pohánějících dva lodní šrouby. Nejvyšší rychlost dosahovala čtrnáct uzlů (26 km/h). Plavidlo mělo dva stěžně a dva komíny. V době dokončení mělo kapacitu 25 cestujících v první třídě a 1600 cestujících v třetí třídě.

## Služba

### Začátek služby
Na svou první plavbu vyplula z Janova dne 18. září 1905 se zastávkou v Neapoli na cestě do Buenos Aires. Další plavbou Floridy bylo otevření trasy Lloyd Italiano Janov–Palermo–New York, na které sloužila až do roku 1911.

### Kolize s RMS Republic

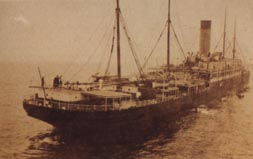
Potápějící se Republic

V lednu 1909 Florida plula na své obvyklé trase z Janova a Palerma do New Yorku. Ráno 23. ledna 1909 se poblíž amerického ostrova Nantucket srazila se zaoceánskou lodí RMS Republic provozovanou rejdařstvím White Star Line a plující z New Yorku. Příď Floridy zasáhla Republic téměř v pravém úhlu uprostřed trupu na levoboku. Voda pronikla do strojovny a Republic, takže jeho situace byla vážná. Florida měla poškozenou příď až po kolizní přepážku, ale potopení jí nehrozilo, takže vzala na plubu pasažéry a většinu posádky Republicu. Na nouzové volání zareagovalo několik plavidel. Zaoceánský parník RMS Baltic převzal trosečníky a dopravil je do New Yorku. Kutry pobřežní stráže Gresham a Seneca a pasažérská loď SS Furnessia (Anchor Line) se pokusily odvléct těžce poškozený Republic. Ten se však 24. ledna 1909 potopil poblíž ostrova Martha's Vineyard. Republic byl největší zaoceánskou lodí, která se do té doby potopila. Při nehodě zemřelo šest osob, po třech na každém z plavidel.

### Potopení
Roku 1912 plavidlo koupila společnost Ligure Brasiliana se sídlem v Janově a přejmenovala jej na Cavour. Od roku 1915 to pak byla společnost Transatlantica Italiana. Dne 12. prosince 1917 se Cavour u katalánského pobřeží přibližně třicet mil od mysu Tortosa srazil s italským pomocným křižníkem Caprera. Plavidlo se později potopilo u obce L'Ametlla de Mar. Vrak lodi se nachází v hloubce 45–52 metrů.